# Alonso de Estrada (Alcalde Mayor)
Alonso de Estrada fue alcalde Mayor de Teutila y encomendero de la mitad del pueblo de Teotalcingo. Uno de los fundadores de la hacienda de Uluapa, en el estado de Veracruz, México. Nació en la Villa de San Ildefonso en la provincia de los Zapotecas, Oaxaca alrededor de 1550; y murió entre 1610 y 1612. 

## Familia
Alonso fue hijo del conquistador Francisco Franco y de Ana Gamarra. Se casó en la Ciudad de México el 25 de junio de 1588 con Dionisia Carvajal, hija del conquistador Juan de Limpias Carvajal y María de Alcázar. Los hijos de este matrimonio fueron dos: 
- Nicolás de Estrada, profeso de la Compañía de Jesús.
- Melchor de Valdés Carvajal. Heredero de los bienes vinculados en mayorazgo.

Antes del matrimonio con Dionisia, tuvo con Elvira Lazo de Alarcon (posterior beata del convento de San Francisco en Oaxaca) a Francisco de Estrada Valdés, hijo natural.

## Encomienda de Teutalcingo
Entre 1571 y 1574, a la muerte de su padre heredo, como hermano mayor vivo, la encomienda de la mitad del pueblo de Teutalcingo. Así lo poseyó hasta principios de la década de 1580's, cuando su sobrino Pedro de Estrada, se la disputó hasta quitársela.
Pedro de Estrada era hijo de Francisco de Estrada, hermano mayor de Alonso, quien murió antes de 1571. Pedro murió antes de 1587, y la encomienda pasó a la corona.

## Hacienda de Uluapa
El 18 de junio de 1575 el virrey Martín de Enríquez le da una merced de un sitio de estancia para ganado mayor en Uluapa, en la jurisdicción de Guaspaltepec. Este sitio fue la base para la formación de la hacienda de Uluapa que perduraría hasta mediados del siglo XX.